# Werchni Petriwzi
Werchni Petriwzi (ukrainisch Верхні Петрівці; russisch Верхние Петровцы Werchnije Petrowzy, rumänisch Pătrăuții de Sus, deutsch (bis 1918) Oberpetroutz) ist ein Dorf im Süden der ukrainischen Oblast Tscherniwzi mit etwa 3700 Einwohnern (2004).

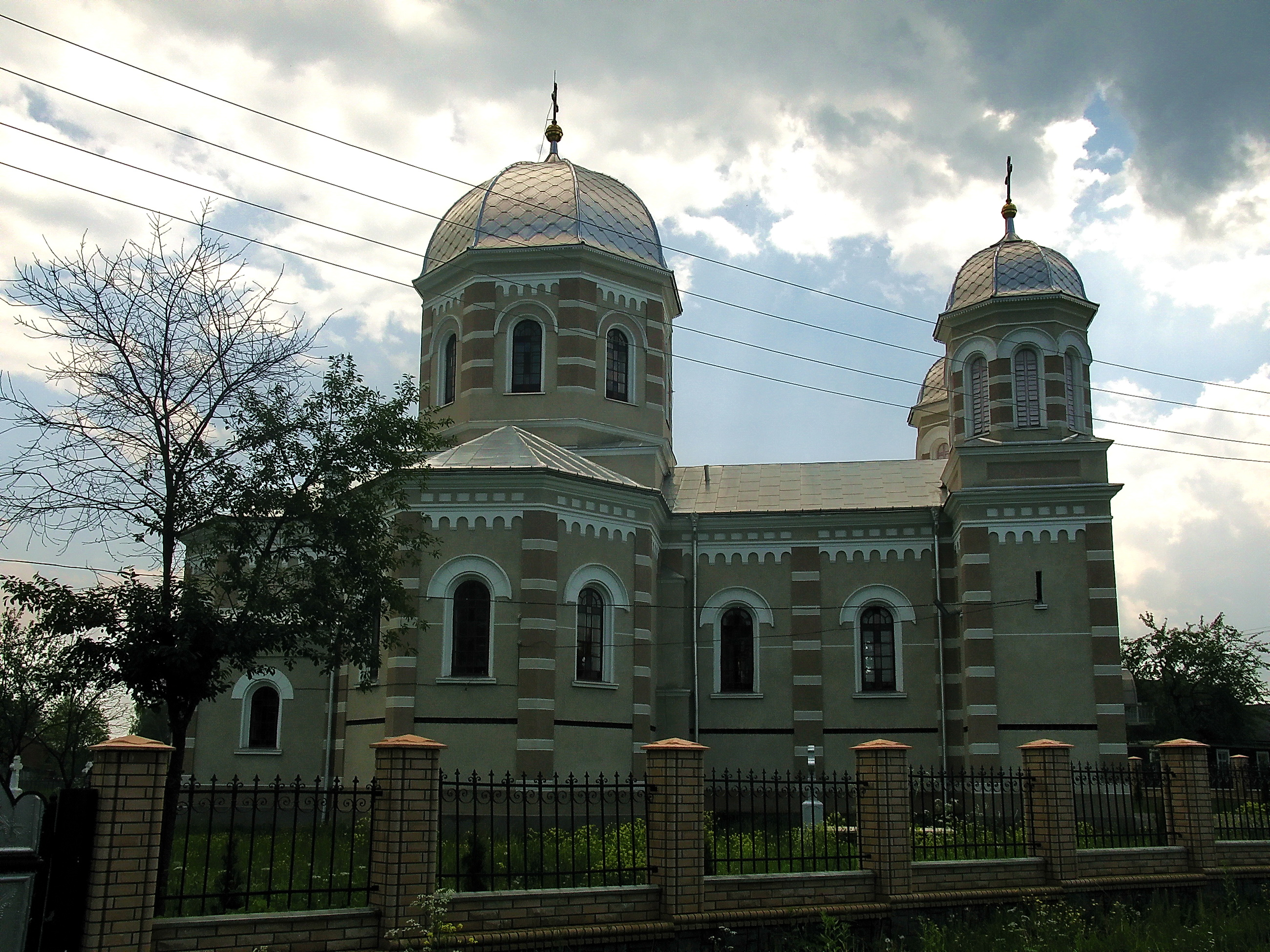
Orthodoxe Kirche im Dorf

Die Ortschaft liegt am Ufer des 28 Kilometer langen Flusses Siretel (Сіретел, Flusssystem Sereth) gegenüber dem Dorf Nyschni Petriwzi, 24 km südlich vom ehemaligen Rajonzentrum Storoschynez und 40 km südwestlich der Oblasthauptstadt Czernowitz.
Werchni Petriwzi besitzt eine Bahnstation an der Bahnstrecke Hlyboka–Berehomet. Durch das Dorf verläuft die Territorialstraße T–26–24.
Am 12. Juni 2020 wurde das Dorf zum Zentrum der neu gegründeten Landgemeinde Petriwzi (Петровецька сільська громада/Petrowezka silska hromada). Zu dieser zählten auch die 2 in der untenstehenden Tabelle aufgelistetenen Dörfer; bis dahin bildete es die Landratsgemeinde Werchni Petriwzi (Верхньопетровецька сільська рада/Werchnjopetrowezka silska rada) im Süden des Rajons Storoschynez.
Seit dem 17. Juli 2020 ist der Ort ein Teil des Rajons Tscherniwzi.
Folgende Orte sind neben dem Hauptort Werchni Petriwzi Teil der Gemeinde:
| Name                     | Name           | Name                                 | Name             | Name          |
| ukrainisch transkribiert | ukrainisch     | russisch                             | rumänisch        | deutsch       |
| ------------------------ | -------------- | ------------------------------------ | ---------------- | ------------- |
| Arschyzja                | Аршиця         | Аршица (Arschiza)                    | Arşiţa           | –             |
| Nyschni Petriwzi         | Нижні Петрівці | Нижние Петровцы (Nischnije Petrowzy) | Pătrăuţii de Jos | Unterpetroutz |